# Bortigali
Bortigali – miejscowość i gmina we Włoszech, w regionie Sardynia, w prowincji Nuoro. Graniczy z Birori, Bolotana, Dualchi, Macomer i Silanus.
Według danych na rok 2004 gminę zamieszkiwały 1543 osoby, 23 os./km².